# Cataclysta lemnata
Cataclysta lemnata ist ein Schmetterling aus der Familie der Crambiden (Crambidae). Das Artepitheton lemnata bezieht sich auf die Hauptnahrungspflanzen der Art, die Wasserlinsengewächse (Lemnaceae).

## Merkmale
Die Falter erreichen eine Flügelspannweite von 14 bis 16 Millimeter bei den Männchen und 19 bis 23 Millimeter bei den Weibchen. Bei den Männchen sind die Vorderflügel nahezu weiß. Die Proximal- und die Distallinie sind nur sehr schwach angedeutet. Die Submarginallinie ist ebenfalls nur schwach angedeutet, aber etwas deutlicher als die beiden zuerst genannten. Sie ist weiß gefüllt und hat innen braune Ränder. Der Submarginalbereich ist gelb und hat an der Innenseite einen bräunlichen Rand. Die Vorderflügel der Weibchen sind einfarbig fahl braun. Der Bereich der Submarginallinie ist etwas fahler. Der Submarginalbereich ist innen gelb und hat einen gelben inneren Rand. Die Hinterflügel sind bei beiden Geschlechtern weiß. Der Rand des Antemedialbereichs ist gelblich-schwärzlich durchsetzt. Die Proximallinie, der Diskoidalfleck und die doppelte Distallinie sind schmal und schwarz. Der Submarginalbereich ist breit und gelb gefärbt. Der innere Rand ist schmal und schwärzlich. Eine schmale schwarze Linie verläuft innen parallel zum Außenrand, diese enthält einige weiße Punkte.
Ocellen sind nicht vorhanden. Bei den Männchen sind die Fühler unterseits kurz gewimpert. Jedes Segment ist auf der Oberseite mit einem Schuppenkissen versehen. Diese sind an der Fühlerspitze besonders stark ausgebildet. Die Maxillarpalpen sind ziemlich klein, der Rüssel ist vergleichsweise kurz und liegt verborgen. Die Labialpalpen haben ein langes, dicht beschupptes Endglied. Die Spornformel der Tibien lautet 0-2-4. Eine Epiphyse ist vorhanden. Auf den Vorderflügeln sind die Adern R2 bis R4 gestielt. M1 entspringt in der Mitte der Querader zwischen R5 und M2, CuP fehlt. Auf den Hinterflügeln ist die Ader M1 kurz mit dem Stiel von SC + R1 + RS querverbunden. Das Frenulum besteht bei beiden Geschlechtern aus einer einzelnen Borste.
Die Art ist ziemlich variabel. Bei den Männchen können die Vorderflügel mehr oder weniger braun durchsetzt sein. Bei den Weibchen gibt es Exemplare mit dunkelbraunen Vorderflügeln (forma confirmata Krulikovsky). Der Rand des Antemedialbereichs ist breiter und auf den Hinterflügeln intensiver gelb gefärbt. Dabei handelt es sich nicht um eine Unterart, sondern um eine ökologische Form, die durch spezielle Bedingungen während der Entwicklung der Präimaginalstadien entsteht (eutrophiertes Wasser mit niedrigem Sauerstoffgehalt).

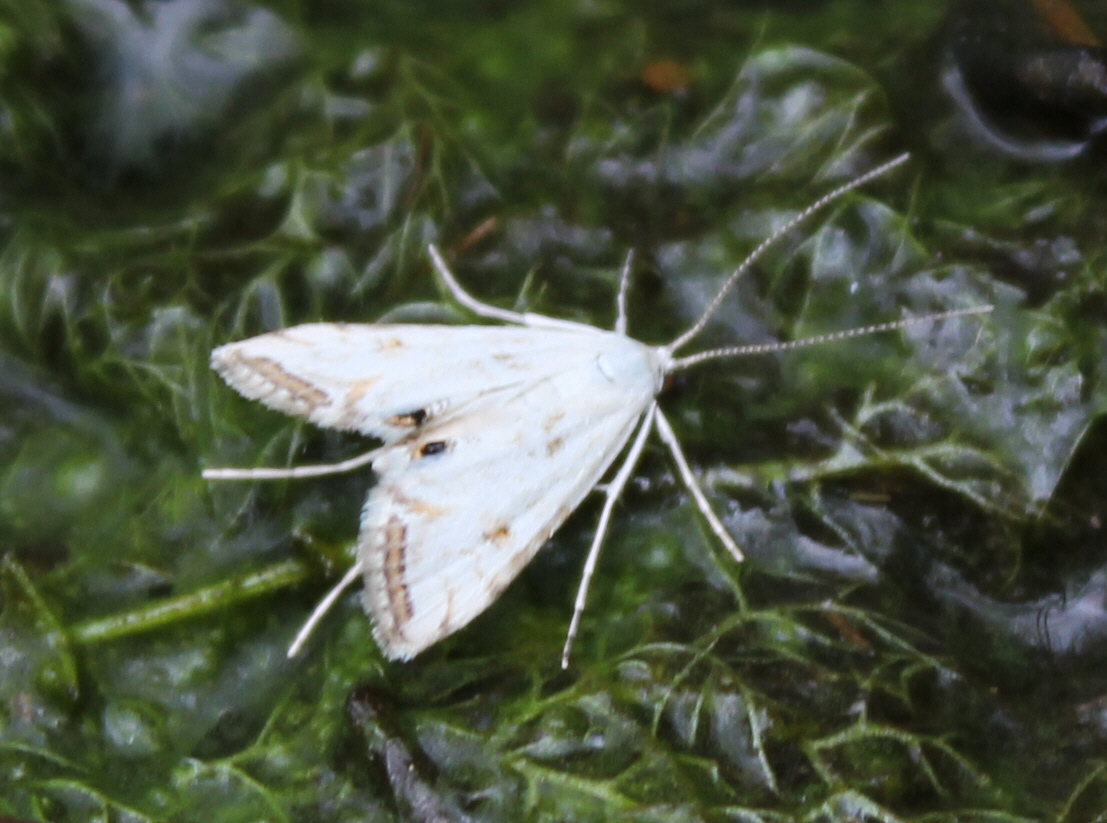
Aufnahme 2012 im Wittmunder Wald

Bei den Männchen ist der Uncus kräftig und lang. Der Gnathos ist ebenfalls lang und distal oberhalb gezähnt. Die Valven sind kurz und breit. Sie haben einen gekerbten Costalrand. Der Phallus ist vergleichsweise kurz und kräftig.
Bei den Weibchen ist der Oviscapter kurz und schlank. Er besitzt relativ lange Apophysen, die an der Basis kaum verdickt sind. Das Ostium ist zu einem stark sklerotisierten Trichter umgebildet. Der Ductus bursae ist stark sklerotisiert und besitzt kein Colliculum. Der Ductus seminalis setzt etwa in der Mitte des Ductus bursae an. Das Corpus bursae ist klein und schlank und ohne spezielle Strukturen.
Die Raupen haben keine Tracheenkiemen. Die Prothorakalplatte ist mit einer kaudalen Verdickung versehen. Die erwachsenen Raupen sind grau und haben einen fahl braunen Kopf. Der Thorakalschild ist schwärzlich und hat eine kaudale Verdickung. Der rechteckige Analschild ist klein und grau. Die Hakenkränze der Bauchbeine sind winzig, einreihig und haben eine biordinale ovale Form, dessen Längsachse parallel zur Segmentgrenze verläuft. Alle Abdominalbeine mit Ausnahme des Nachschiebers haben eine sklerotisierte Verdickung an der Längsachse.
Die Puppe ist braun, der Rüssel ist kürzer als das erste Beinpaar. Das zweite und dritte Beinpaar ist länger als die Flügel.
Das Ei ist sehr flach und fast schuppenförmig. Es ist oval und hat eine gelbliche Färbung.

## Verbreitung
Die Art ist von Spanien im Westen bis Russland (bis etwa 60 Grad östl. Länge) im Osten verbreitet. Im Norden reicht das Verbreitungsgebiet bis zu den Britischen Inseln einschließlich Irland, bis in den Süden Norwegens, Zentralschweden und Finnland. Im Süden reicht es bis nach Korsika, Sizilien und den Peloponnes, nach Aserbaidschan (Lenkoran), in die Türkei, den Iran, den Libanon und nach Marokko.

## Biologie
Die Weibchen befestigen die Eier in Reihen oder Schichten auf der Blattunterseite der Nahrungspflanzen. Das Eistadium dauert etwa 10 bis 14 Tage. Die jungen Raupen haben einen schwarzen Kopf und sind hydrophil. Sie fertigen Gehäuse an, die aus zwei ovalen Blattstücken bestehen und von ihnen auch fortbewegt werden. Man findet sie auch in ausgehöhlten Stielen an der Wasseroberfläche. Die Raupen des zweiten Stadiums werden hydrophob und sind immer mit einem dünnen Luftmantel bedeckt. Das Blattgehäuse ist dann mit Luft gefüllt. Sie können auch kurze Strecken außerhalb des Wassers zurücklegen. Die größeren Raupen der ersten Generation überwintern in Schilfrohrstängeln, kleinere Raupen in ihren Blattgehäusen.
Die Art ist polyphag und entwickelt sich hauptsächlich an Wasserlinsengewächsen (Lemnaceae) wie der Kleinen Wasserlinse (Lemna minor), der Dreifurchigen Wasserlinse (Lemna trisulca) und der Vielwurzeligen Teichlinse (Spirodela polyrhiza). Daneben wurden Raupen auch an Ährigem Tausendblatt (Myriophyllum spicatum), Froschbiss (Hydrocharis morsus-ranae), Europäischer Seekanne (Nymphoides peltata), Weißer Seerose (Nymphaea alba), Krebsschere (Stratiotes aloides), Spiegelndem Laichkraut (Potamogeton lucens), Breitblättrigem Rohrkolben (Typha latifolia), Wasser-Schwaden (Glyceria maxima) und Flutendem Schwaden (Glyceria maxima) gefunden. Unter Zuchtbedingungen entwickelten sich Raupen auch an untergetauchten Blättern von Gewöhnlicher Robinie (Robinia pseudoacacia).
Die Verpuppung findet in einem weißen Kokon innerhalb des Blattgehäuses statt. Das Blattgehäuse wird vorher von der Raupe an Pflanzenteilen in der Nähe der Wasseroberfläche befestigt. Kokons wurden aber auch schon in den Stängeln von Röhricht oder Rohrglanzgras (Phalaris arundinacea) gefunden. Auch hier erfolgt die Verpuppung in einem weißen Kokon. Die Puppen erzeugen gelegentlich ein klapperndes Geräusch, das als Stridulation interpretiert wird. Die Puppenruhe dauert ungefähr eine Woche. Die Flugzeit der Falter reicht von März bis November. Es werden vermutlich zwei Generationen gebildet, im Süden des Verbreitungsgebietes sind es mehrere. Die Falter fliegen abends über die Wasseroberfläche und können in einiger Entfernung auch am Licht beobachtet werden.

## Systematik
Aus der Literatur sind folgende Synonyme bekannt:
- Phalaena Geometra lemnata Linnaeus, 1758
- Phalaena Tortrix albana O. F. Müller, 1764
- Phalaena gemmata Hufnagel, 1767
- Pyralis lemnalis Denis & Schiffermüller, 1775
- Phalaena Tinea bordella Goeze, 1783
- Tinea marginatella Fourcroy, 1785
- Phalaena limnata; Fabricius, 1787
- Phalaena uliginata Fabricius, 1794
- Cataclysta limnalis; Berce, 1878
- Cataclysta lemnae G. W. Müller, 1892
- Cataclysta lemnata confirmata Krulikovsky, 1907 nomen nudum
- Cataclysta lemnata confirmata Krulikovsky, 1909
- Cataclysta lemnata ab. ochracea Hauder, 1910
- Cataclysta lemnata brunneospersa Osthelder, 1935

## Belege
1. ↑  Arnold Spuler (1908): Die Schmetterlinge Europas. Band 2. S. 221
2. ↑  Patrice Leraut: Zygaenids, Pyralids 1. In: Moths of Europe. 1. Auflage. Volume III. NAP Editions, 2012, ISBN 978-2-913688-15-5, S. 128 (englisch).
3. 1 2 3 4 5 6 7 8 9 10 11 12 13  Barry Goater, Matthias Nuss, Wolfgang Speidel: Pyraloidea I (Crambidae, Acentropinae, Evergestinae, Heliothelinae, Schoenobiinae, Scopariinae). In: P. Huemer, O. Karsholt, L. Lyneborg (Hrsg.): Microlepidoptera of Europe. 1. Auflage. Band 4. Apollo Books, Stenstrup 2005, ISBN 87-88757-33-1, S. 53 (englisch).
4. ↑  Karl Traugott Schütze: Die Biologie der Kleinschmetterlinge unter besonderer Berücksichtigung ihrer Nährpflanzen und Erscheinungszeiten. Handbuch der Microlepidopteren. Raupenkalender geordnet nach der Illustrierten deutschen Flora von H. Wagner. Frankfurt am Main, Verlag des Internationalen Entomologischen Vereins e. V., 1931, S. 43
5. ↑  Cataclysta lemnata bei Fauna Europaea. Abgerufen am 25. Dezember 2012